# Ksar el-Kébir

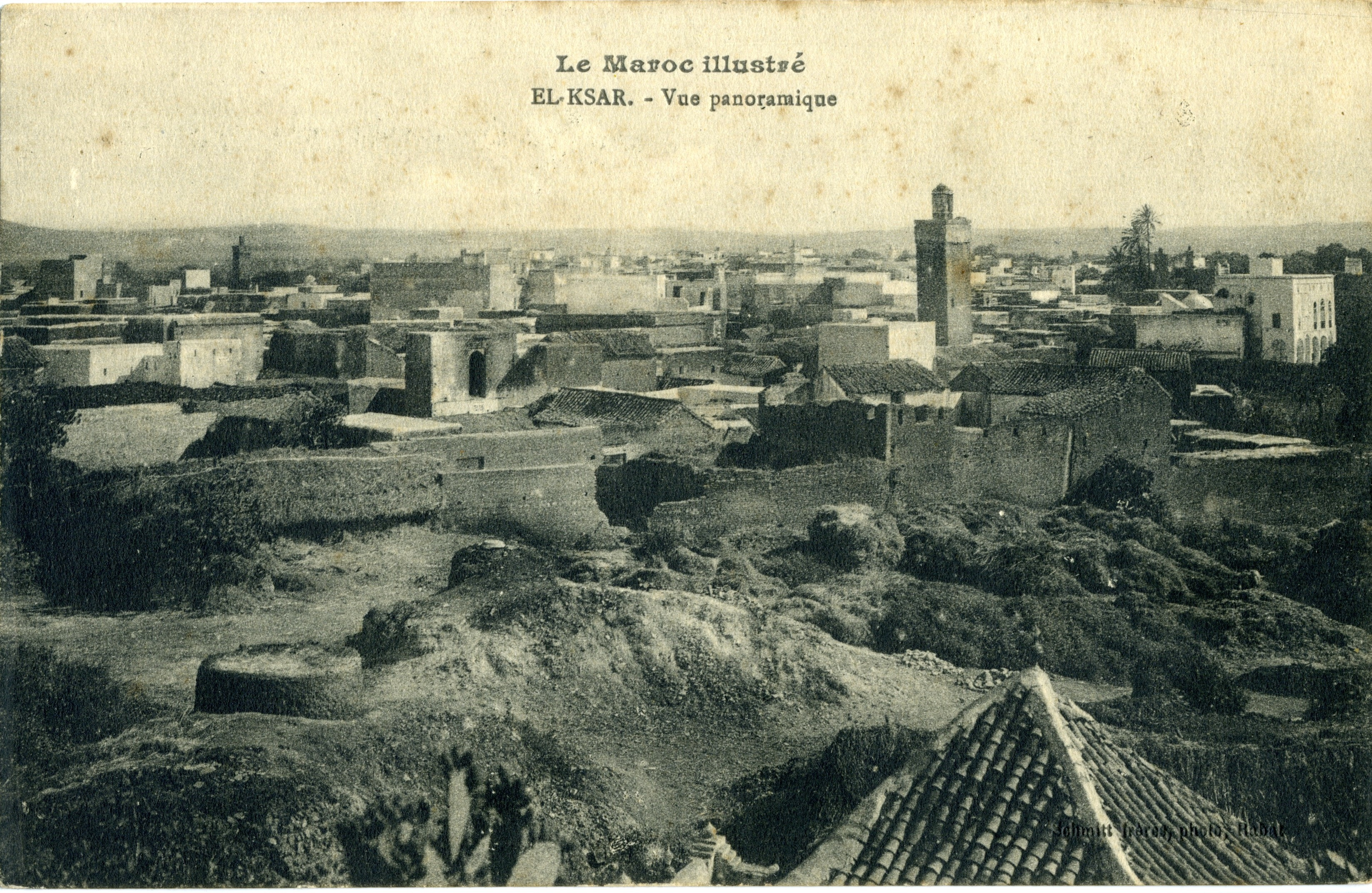
Ksar el-Kébir år 1900.

Ksar el-Kébir (alternativa stavningar Ksar-el-Kebir, Ksar El Kebir, arabiska al-Qasr al-Kabir, spanska Alcazarquivir) är en stad i Marocko, cirka 90 km söder om Tanger. Staden är belägen i provinsen Larache som är en del av regionen Tanger-Tétouan-Al Hoceïma. Folkmängden uppgick till 126 617 invånare vid folkräkningen 2014.
Ksar el-Kébir ligger nära korsvägen mellan Fès, Rabat och Tanger, och är centrum för jordbruksdistrikten i den konstbevattnade Loukkosdalen. Här ligger en av de äldsta moskéerna i Marocko, byggd på ruinerna av en äldre kristen kyrka.
Staden grundades på 700-talet. Dess fästning var 1578 skådeplats för ett stort slag, det så kallade "Trekungarslaget". Här föll kung Sebastian I av Portugal då han deltog i ett slag mellan två marockanska furstar. Staden var spansk mellan 1912 och 1956.